# Organizzazione U.N.C.L.E.
Organizzazione U.N.C.L.E. (The Man from U.N.C.L.E.) è una serie televisiva statunitense in 105 episodi, trasmessi per la prima volta nel corso di 4 stagioni dal 1964 al 1968. È conosciuta anche come L'uomo dell'U.N.C.L.E. o Quelli della U.N.C.L.E..
Un film per la televisione intitolato Return of the Man from U.N.C.L.E. fu trasmesso negli Stati Uniti nel 1983. La serie ha generato anche lo spin-off Agenzia U.N.C.L.E. (The Girl from U.N.C.L.E., 1966-1967, 29 episodi).

## Trama
Napoleon Solo e Illya Kuryakin sono due agenti dell'UNCLE (in inglese: United Network Command for Law and Enforcement, Comando della Rete Unita per la Legge e la sua Applicazione) che lotta contro il male (soprattutto contro un'organizzazione di cattivi chiamati THRUSH).

## Personaggi e interpreti

### Personaggi principali
- Napoleon Solo (105 episodi, 1964-1968), interpretato da Robert Vaughn.
- Illya Kuryakin (104 episodi, 1964-1968), interpretato da David McCallum.
- Alexander Waverly (102 episodi, 1964-1968), interpretato da Leo G. Carroll.

### Personaggi secondari
- Lisa Rogers (12 episodi, 1967-1968), interpretata da Barbara Moore.
- Wanda (11 episodi, 1966-1967), interpretata da Sharyn Hillyer.
- Sarah (8 episodi, 1965-1966), interpretata da Leigh Chapman.
- Karate Killer (6 episodi, 1966-1967), interpretato da Dick Crockett.
- Imogen Smythe (5 episodi, 1964-1967), interpretata da Jill Ireland.
- Parviz (5 episodi, 1965-1966), interpretato da David Sheiner.
- Andy Watson (5 episodi, 1964-1966), interpretato da Woodrow Parfrey.
- Ispettore Fiamma (5 episodi, 1965-1967), interpretato da Richard Angarola.
- 'Doc' Terwilliger (5 episodi, 1964-1967), interpretato da Stuart Nisbet.
- Gloved Thrushman (5 episodi, 1965-1967), interpretato da David Armstrong.
- Prof. David Garrow (4 episodi, 1965-1968), interpretato da Dan O'Herlihy.
- Yvonne (4 episodi, 1966-1967), interpretato da Danielle De Metz.
- Heather McNabb (4 episodi, 1964), interpretata da May Heatherly.
- Fred Score (4 episodi, 1964-1967), interpretato da Will J. White.
- Gypsy (4 episodi, 1965-1966), interpretato da George Sawaya.

### Guest star
Alla serie hanno preso parte diverse guest star. Fra le altre:
- Letícia Román (episodi: The Concrete Overcoat Affair: Part I; The Concrete Overcoat Affair: Part II)
- Angela Lansbury (episodio: The Deadly Toys Affair)

## Distribuzione
La serie fu trasmessa negli Stati Uniti dal 1964 al 1968 sulla rete televisiva NBC. In Italia è stata trasmessa con i titoli Organizzazione U.N.C.L.E. o L'uomo dell'U.N.C.L.E..
A differenza delle successive tre stagioni, la prima è stata girata in bianco e nero.
Alcune delle uscite internazionali sono state:
- negli Stati Uniti il 22 settembre 1964 (The Man from U.N.C.L.E)
- in Francia il 14 gennaio 1967 (Des agents très spéciaux)
- in Germania Ovest il 2 maggio 1967 (Solo für O.N.K.E.L.)
- in Spagna (El agente de CIPOL)
- in Giappone (0011 Napoleon Solo)
- in Svezia (Mannen från U.N.C.L.E.)

## Episodi
| Stagione         | Episodi | Prima TV USA | Prima TV Italia |
| ---------------- | ------- | ------------ | --------------- |
| Prima stagione   | 29      | 1964-1965    |                 |
| Seconda stagione | 30      | 1965-1966    |                 |
| Terza stagione   | 30      | 1966-1967    |                 |
| Quarta stagione  | 16      | 1967-1968    |                 |